# 乌尔比诺欧洲法研讨会
乌尔比诺欧洲法研讨会(Séminaire de droit européen d'Urbino)是自1959年起由乌尔比诺欧洲法律研究中心每年主办的暑期课程。所有课程以法语、意大利语和英语在乌尔比诺大学法律系讲授。授课教师为来自欧洲若干国家研究欧洲法、国际私法、比较法和意大利法前沿问题的访问学者。
在研讨会结束后，参会者将获颁证书以证明出勤。取决于所选择的专业以及能否通过考试，参会者也有可能获得乌尔比诺大学法律系颁发的比较法、欧洲研究、欧洲法高级研究或高级欧洲研究方向的文凭。

## 历史
乌尔比诺欧洲法研讨会由Henri Batiffol、Phocion Francescakis、Alessandro Migliazza、Francesco Capotorti、Enrico Paleari和Germain Bruillard在1959年8月24日开办。截止至2004年，Cino和Simone Del Duca是研讨会的主要赞助人。自2009年起，乌尔比诺欧洲法律研究中心的教师和研究人员，即伽利略小组（Groupe Galileo）成员，获得来自法国和意大利间以伽利略命名的科学合作计划的资助。

## 师资力量
自研讨会创立以来，相当比例的教师也是曾在海牙国际法学院任教的客座教授，包括：Riccardo Monaco（于1949、1960、1968、1977年在海牙演讲），Piero Ziccardi（于1958、1976年），Henri Batiffol（于1959、1967、1973年），Yvon Loussouarn （于1959、1973年），Mario Giuliano（于1960、1968、1977年），Phocion Francescakis（于1964年），Fritz Schwind（于1966，1984年），Ignaz Seidl-Hohenveldern（于1968、1986年），Edoardo Vitta（于1969、1979年），Alessandro Migliazza（于1972年），René Rodière（于1972年），Georges Droz（于1974、1991、1999年），Pierre Gothot（于1981年），Erik Jayme（于1982、1995、2000年），Bernard Audit（于1984、2003年），Michel Pélichet（于1987年），Pierre Bourel（于1989年），Pierre Mayer（于1989、2007年），Tito Ballarino（于1990年），Hélène Gaudemet-Tallon（于1991、2005年），Alegría Borrás（于1994、2005年），Francesco Capotorti（于1995年），Bertrand Ancel（于1995年），Giorgio Sacerdoti（于1997年），José Carlos Fernández Rozas（于2001年），Horatia Muir Watt（于2004年），Andrea Bonomi（于2007年），Dário Moura Vicente（于2008年） ，Mathias Audit（于2012年） ，Christian Kohler（于2012年） ，Étienne Pataut（于2013年）。